# オットー・フォン・ベロウ

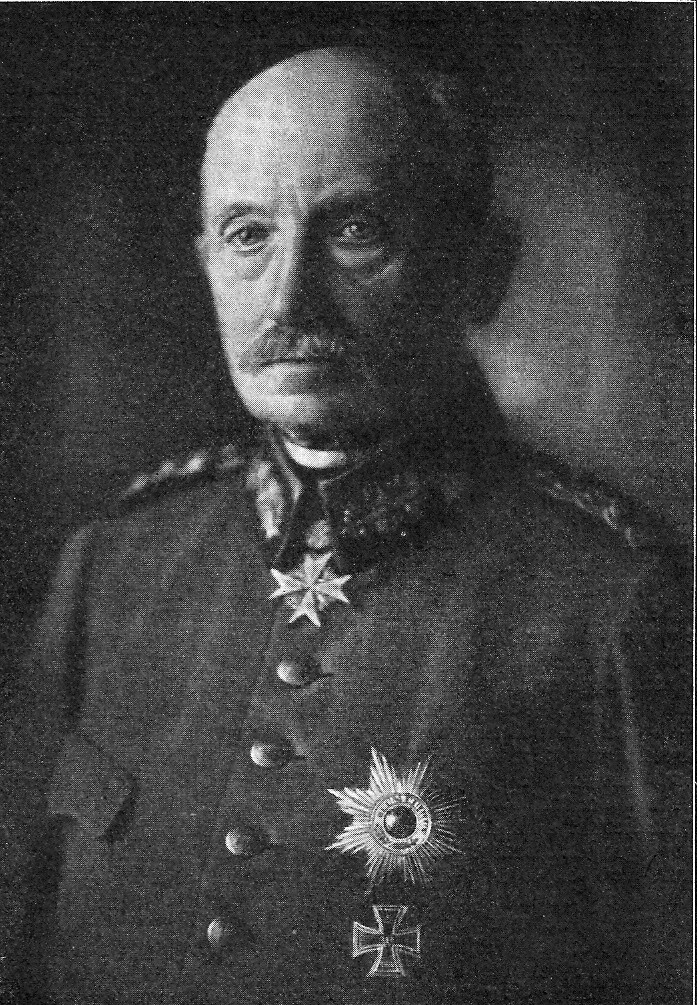
ベロウ（1917年）

オットー・エルンスト・ヴィンツェント・レオ・フォン・ベロウ（Otto Ernst Vinzent Leo von Below、1857年1月18日 - 1944年3月9日）は、プロイセン王国およびドイツ帝国の軍人。第一次世界大戦中のカポレットの戦い（1917年）のドイツ側司令官として知られる。

## 経歴
ダンツィヒに生まれる。フリッツ・フォン・ベロウ将軍の従弟にあたる。1909年に少将、1912年に中将に昇進。第一次世界大戦勃発直前の1914年8月1日に第1後備軍団司令官に任命される。東プロイセン・グムビンネンの戦いの後の同月30日に歩兵大将に昇進。ついでマズール湖畔の戦いを指揮した。11月に第8軍、1915年5月に第1軍司令官に就任。1916年10月からはベロウ軍集団、1917年4月から第6軍、1917年9月から第14軍、1918年2月から第17軍、1918年10月から再度第1軍司令官を務めた。停戦後の1918年12月から第XVII軍団司令官および義勇軍の西部郷土防衛軍司令官を務めた。
ベロウが生涯で最も成功を収めたのは1917年にオーストリア＝ハンガリー帝国軍9個師団とドイツ軍6個師団からなる第14軍を指揮したカポレットの戦い（または第12次イゾンツォの戦い）で、ルイージ・カドルナが指揮するイタリア軍に損害30万以上（うち捕虜27万）、保有する重砲の半数喪失という壊滅的打撃を与えた。イタリアは連合軍の救援で、ピアーヴェ川の線で辛うじて戦線を維持した。
1919年に退役し、第二次世界大戦中にゲッティンゲン近郊ベーゼンハウゼンで死去した。